# متمم‌های ممنوع‌کننده اتحاد همجنس در قوانین اساسی ایالت‌های آمریکا
بسیاری از ایالات آمریکا به قانون‌ اساسی ایالت خود متمم‌هایی افزوده‌ بودند که از به رسمیت شناخته شدن برخی یا همهٔ انواع «اتحاد یا ازدواج های افراد همجنس» جلوگیری میکرد. برخی از این متمم ها آن ایالت را از قانونی کردن ازدواج همجنسگرایان، اتحادهای مدنی و همخانگی‌های قانونی باز می‌دارد، در حالی که بقیه فقط ازدواج همجنسگرایان را ممنوع می‌کند.  از آنجا که این متمم‌ها در سطح قانون اساسی تصویب شده‌اند، تنها راه تغییر آن‌ها اصلاح قانون اساسی ایالتی است که بدان افزوده شده‌اند. تا مه ۲۰۱۲، رأی دهندگان در ۳۰ ایالت از ۵۰ ایالت آمریکا با چنین متمم‌هایی موافقت کرده‌اند، از ژوئن ۲۰۱۳ به بعد، ۲۹ تای آنها فعال هستند.
فعالان محافظه کاری که هوادار چنین متمم‌های هستند از آنها به «متمم‌های دفاع از ازدواج» یا «متمم‌های حفاظت از ازدواج» یاد می‌کنند. عناوین در بین ایالات متفاوت است؛ مثلاً متمم آلاباما «متمم تقدس ازدواج آلاباما خوانده می‌شود.» این متمم‌های ایالتی با متمم فدرال دفاع از ازدواج که ازدواج همجنسگرایان را در همهٔ ایالات آمریکا ممنوع می‌کرد و لایحه دفاع از ازدواج به ایالات اجازه می‌داد ازدواج‌های همجنسگرایان از سایر ایالات را به رسمیت نشناسند متفاوت هستند.
دیوان عالی در ۲۶ ژوئن ۲۰۱۳ در ایالات متحده در برابر ویندزر ماده ۳ لایحه دفاع از ازدواج را خلاف قانون اساسی تشخیص داد. همچنین در هولینگزورت در برابر پری در خصوص پیشنهادی کالیفرنیا ۸ حکم قاضی وان واکر را تأیید کرد که ممنوعیت ازدواج همجنسگرایان در کالیفرنیا را لغو کرد.
دیوان عالی ایالات متحده آمریکا پس از کش و قوس های فراوان در تاریخ ۲۶ ژوئن ۲۰۱۵ ممنوعیت ازدواج همجنس در آمریکا را با ۵ رای موافق دربرابر ۴ رای مخالف لغو کرد و ازدواج همجنسگرایان در کل ایالتهای آمریکا را با وجود مخالفتهای فراوان قانونی اعلام کرد.

## ایالاتی که در خصوص متمم‌ها انتخابات برگزار کرده‌اند

متمم‌های کنونی قانون اساسی در خصوص ممنوعیت اتحادهای همجنس در ایالات آمریکا

تصویب متمم‌های ازدواج در گذر زمان

جدول زیر نتایج همهٔ رای گیری‌های عمومی در خصوص متمم‌های قوانین اساسی ایالت در خصوص ممنوعیت ازدواج همجنسگرایان، یا در مورد هاوایی، اعطای اقتدار قانونگذاری برای ممنوعیت ازدواج همجنسگرایان را نشان می‌دهد.
| ایالت                | تاریخ | رأی آری         | رأی خیر         | نتیجه رأی‌گیری |
| -------------------- | ----- | --------------- | --------------- | ------------- |
| غرب:                 |       |                 |                 |               |
| آلاسکا               | ۱۹۹۸  | ۶۸٪ (۱۵۲٬۹۶۵)   | ۳۲٪ (۷۱٬۶۳۱)    | بله           |
| هاوایی               | ۱۹۹۸  | ۷۱٪ (۲۸۵٬۳۸۴)   | ۲۹٪ (۱۱۷٬۸۲۷)   | بله           |
| نوادا                | ۲۰۰۲  | ۶۷٪ (۳۳۷٬۱۸۳)   | ۳۳٪ (۱۶۴٬۵۵۵)   | بله           |
| مونتانا              | ۲۰۰۴  | ۶۷٪ (۲۹۵٬۰۷۰)   | ۳۳٪ (۱۴۸٬۲۶۳)   | بله           |
| ارگون                | ۲۰۰۴  | ۵۷٪ (۱٬۰۲۸٬۵۴۶) | ۴۳٪ (۷۸۷٬۵۵۶)   | بله           |
| یوتا                 | ۲۰۰۴  | ۶۶٪ (۵۹۳٬۲۹۷)   | ۳۴٪ (۳۰۷٬۴۸۸)   | بله           |
| آریزونا              | ۲۰۰۶  | ۴۸٪ (۵۷۴٬۳۳۲)   | ۵۲٪ (۶۰۷٬۷۶۹)   | خیر           |
| Colorado             | ۲۰۰۶  | ۵۶٪ (۸۶۵٬۱۲۶)   | ۴۴٪ (۶۷۴٬۰۳۰)   | بله           |
| آیداهو               | ۲۰۰۶  | ۶۳٪ (۲۸۲٬۳۰۱)   | ۳۷٪ (۱۶۳٬۴۰۸)   | بله           |
| آریزونا              | ۲۰۰۸  | ۵۶٪ (۱٬۲۵۸٬۳۵۵) | ۴۴٪ (۹۸۰٬۷۵۳)   | بله           |
| پیشنهادی کالیفرنیا ۸ | ۲۰۰۸  | ۵۲٪ (۷٬۰۰۱٬۰۸۴) | ۴۸٪ (۶٬۴۰۱٬۴۸۲) | Yes۱          |
| میدوست:              |       |                 |                 |               |
| نبراسکا              | ۲۰۰۰  | ۷۰٪ (۴۵۰٬۰۷۳)   | ۳۰٪ (۱۸۹٬۵۵۵)   | بله           |
| میزوری               | ۲۰۰۴  | ۷۱٪ (۱٬۰۵۵٬۷۷۱) | ۲۹٪ (۴۳۹٬۵۲۹)   | Yes           |
| میشگان               | ۲۰۰۴  | ۵۹٪ (۲٬۶۹۸٬۰۷۷) | ۴۱٪ (۱٬۹۰۴٬۳۱۹) | بله           |
| داکوتای شمالی        | ۲۰۰۴  | ۷۳٪ (۲۲۳٬۵۷۲)   | ۲۷٪ (۸۱٬۷۱۶)    | بله           |
| اهایو                | ۲۰۰۴  | ۶۲٪ (۳٬۳۲۹٬۳۳۵) | ۳۸٪ (۲٬۰۶۵٬۴۶۲) | بله           |
| کلاهما               | ۲۰۰۴  | ۷۶٪ (۱٬۰۷۵٬۲۱۶) | ۲۴٪ (۳۴۷٬۳۰۳)   | بله           |
| کانزاس               | ۲۰۰۵  | ۷۰٪ (۴۱۴٬۱۰۶)   | ۳۰٪ (۱۷۸٬۰۱۸)   | بله           |
| داکوتای جنوبی        | ۲۰۰۶  | ۵۲٪ (۱۷۲٬۲۴۲)   | ۴۸٪ (۱۶۰٬۱۷۳)   | بله           |
| ویسکانسین            | ۲۰۰۶  | ۵۹٪ (۱٬۲۶۰٬۵۵۴) | ۴۱٪ (۸۶۱٬۵۵۴)   | بله           |
| مینه‌سوتا             | ۲۰۱۲  | ۴۷٪ (۱٬۳۹۹٬۹۳۸) | ۵۳٪ (۱٬۵۵۰٬۸۴۴) | خیر           |
| جنوب:                |       |                 |                 |               |
| لوییزیانا            | ۲۰۰۴  | ۷۸٪ (۶۱۸٬۹۲۸)   | ۲۲٪ (۱۷۷٬۱۰۳)   | بله           |
| آرکانزاس             | ۲۰۰۴  | ۷۵٪ (۷۵۳٬۷۷۰)   | ۲۵٪ (۲۵۱٬۹۱۴)   | بله           |
| جورجیا               | ۲۰۰۴  | ۷۶٪ (۲٬۴۵۴٬۹۱۲) | ۲۴٪ (۷۶۸٬۷۰۳)   | بله           |
| کنتاکی               | ۲۰۰۴  | ۷۵٪ (۱٬۲۲۲٬۱۲۵) | ۲۵٪ (۴۱۷٬۰۹۷)   | بله           |
| می‌سی‌سی‌پی             | ۲۰۰۴  | ۸۶٪ (۹۵۷٬۱۰۴)   | ۱۴٪ (۱۵۵٬۶۴۸)   | بله           |
| تگزاس                | ۲۰۰۵  | ۷۶٪ (۱٬۷۱۸٬۵۱۳) | ۲۴٪ (۵۳۶٬۰۵۲)   | بله           |
| الاباما              | ۲۰۰۶  | ۸۱٪ (۷۳۴٬۷۴۶)   | ۱۹٪ (۱۷۰٬۳۹۹)   | بله           |
| کارولینای جنوبی      | ۲۰۰۶  | ۷۸٪ (۸۲۵٬۷۶۶)   | ۲۲٪ (۲۳۲٬۹۷۸)   | بله           |
| تنسی                 | ۲۰۰۶  | ۸۱٪ (۱٬۴۱۹٬۴۳۴) | ۱۹٪ (۳۲۷٬۵۳۶)   | بله           |
| ویرجینیا             | ۲۰۰۶  | ۵۷٪ (۱٬۳۲۸٬۱۳۴) | ۴۳٪ (۹۹۸٬۴۸۳)   | بله           |
| فلوریدا              | ۲۰۰۸  | ۶۲٪ (۴٬۸۹۰٬۸۸۳) | ۳۸٪ (۳٬۰۰۸٬۰۲۶) | بله           |
| کارولینای شمالی      | ۲۰۱۲  | ۶۱٪ (۱٬۳۱۷٬۹۷۶) | ۳۹٪ (۸۴۰٬۸۰۲)   | بله           |